# 司馬暠
司馬暠（？—570年代），字文昇，小字羅兒，河內溫縣人，南梁、南陳官员，因有孝義而著名。高祖父是東晉侍中、光祿勳司馬柔之，以南頓王司馬宗之孫作齊文獻王司馬攸後嗣；南梁尚書水部侍郎、岳陽太守兼梁武帝表兄弟（蕭順之姊妹的兒子）司馬子產之子。

## 生平
司馬暠自幼聰明機警，個性純厚，十二歲時母親去世，他想念母親而十天不喝水，一旦號哭哀痛就會暈倒，親友都怕他過不了喪期。父親司馬子產每次都會勸喻他，並逼他吃粥，但他依然十分消瘦。服喪後，以皇室親戚入宮請安，梁武帝看到他消瘦的樣子，歎息很久，對司馬子產說：「昨天看到羅兒面色憔悴，令人悲傷，正是不辱家風的兒子啊。」後來司馬暠出任太學博士，遷任正員郎。父親司馬子產逝世，他更加傷痛，在父親墓旁建廬，一日內只吃一升薄麥粥。司馬子產的墓在新林山嶺旁，曾有猛獸出沒，司馬暠建廬的幾年，豺狼都消失了；經常有兩隻鳥兒在廬上棲息，十分溫馴，在新林傳為佳話。
承聖年間，司馬暠除授太子庶子。江陵失守，他依例入關到北周，梁朝宗室被残杀，不能埋葬，司馬暠作為宮臣上奏北周要求回到江陵改葬，文辭悲切。北周朝廷嘉獎他，回覆說：「過去主父被殺，孔車有長者之風；彭越遇害，欒布有家臣禮儀。你的故國已經改朝換代，但你還有送往的情節，才知道你的忠貞和為臣之道，現在敕令荊州以禮改葬。」南陳太建八年（576年）他回來，陳宣帝特別禮遇，賞賜有加，授命為宜都王陳叔明的諮議參軍事，徙官安德宮長秋卿、通直散騎常侍、太中大夫、司州大中正，在任內去世。有文集十卷。

## 引用
1. 1 2  《陳書·卷三十二·列傳第二十六》：司馬暠字文昇，河內溫人也。高祖晉侍中、光祿勳柔之，以南頓王孫紹齊文獻王攸之後。父子產，梁尚書水部侍郎、岳陽太守，即梁武帝之外兄也。
2. 1 2  《南史·卷七十四·列傳第六十四》：司馬暠字文升，河內溫人也。高祖柔之，晉侍中，以南頓王孫紹齊文獻王攸後。父子產，即梁武帝之外兄也，位岳陽太守。
3. ↑  《陳書·卷三十二·列傳第二十六》：暠幼聰警，有至性。年十二，丁內艱，孺慕過禮，水漿不入口，殆經一旬。每至號慟，必致悶絕，內外親戚，皆懼其不勝喪。父子產每曉喻之，逼進饘粥，然毀瘠骨立。服闋，以姻戚子弟，預入問訊，梁武帝見暠羸瘦，歎息良久，謂其父子產曰；「昨見羅兒面顏憔悴，使人惻然，便是不墜家風，為有子矣。」羅兒，即暠小字也。
4. ↑  《南史·卷七十四·列傳第六十四》：暠幼聰警，有至性。年十二，丁內艱，哀慕過禮，水漿不入口，殆經一旬。每號慟，必至悶絕，父每喻之，令進粥，然猶毀瘠骨立。服闋，以姻戚子弟入問訊，梁武帝見其羸疾，歎息久之。字其小字謂其父曰：「昨見羅兒面顏憔悴，使人惻然，便是不墜家風，為有子矣。」
5. ↑  《陳書·卷三十二·列傳第二十六》：釋褐太學博士，累遷正員郎。丁父艱，哀毀逾甚，廬于墓側，一日之內，唯進薄麥粥一升。墓在新林，連接山阜，舊多猛獸，暠結廬數載，豺狼絕跡。常有兩鳩棲宿廬所，馴狎異常，新林至今猶傳之。
6. ↑  《南史·卷七十四·列傳第六十四》：後累遷正員郎。丁父艱，哀毀愈甚，廬於墓側，日進薄麥粥一升。墓在新林，連接山阜，舊多猛獸，暠結廬數載，豺狼絕跡。常有兩鳩棲宿廬所，馴狎異常。
7. ↑  《陳書·卷三十二·列傳第二十六》：承聖中，除太子庶子。江陵陷，隨例入關，而梁室屠戮太子，瘞殯失所，暠以宮臣，乃抗表周朝，求還江陵改葬，辭甚酸切。周朝優詔答曰：「昔主父從戮，孔車有長者之風，彭越就誅，欒布得陪臣之禮。庶子鄉國已改，猶懷送往之情，始驗忠貞，方知臣道，即敕荊州，以禮安厝。」太建八年，自周還朝，高宗特降殊禮，賞錫有加。除宜都王諮議參軍事，徙安德宮長秋卿、通直散騎常侍、太中大夫、司州大中正，卒于官。有集十卷。
8. ↑  《南史·卷七十四·列傳第六十四》：承聖中，除太子庶子。魏克江陵，隨例入長安。而梁宗屠戮，太子殯瘞失所，及周受禪，暠以宮臣，乃抗表求還江陵改葬，辭甚酸切。周朝優詔答之，即敕荊州以禮安厝。陳太建八年，自周還，宣帝特降殊禮。歷位通直散騎常侍、太中大夫，卒。有集十卷。

## 延伸阅读
[在维基数据编辑]
 《陳書·卷32》，出自姚思廉《陳書》